# ¿Quién es feliz?
"¿Quién es feliz?" es una canción de la cantante española Belinda que aparece en su segundo disco Utopía. La canción fue escrita por Belinda, Lester Méndez, Nacho Peregrín y Skye Sweetnam. Es una adaptación al español de la canción "Remember Me" de la cantante canadiense Skye Sweetnam.